# Sădiisko Pole, Sliven
Sădiisko Pole (în bulgară Съдийско Поле) este un sat în comuna Nova Zagora, regiunea Sliven,  Bulgaria. 

## Demografie
Componența etnică a satului Sădiisko Pole
     Bulgari (61,97%)
     Romi (33,85%)
     Nicio identificare (4,16%)
     Altele (0%)
La recensământul din 2011, populația satului Sădiisko Pole era de 384 locuitori. Din punct de vedere etnic, majoritatea locuitorilor (61,97%) erau bulgari, cu o minoritate de romi (33,85%). Pentru 4,16% din locuitori nu este cunoscută apartenența etnică.